# Dobreanca, Iampol
Dobreanca (în ucraineană Добрянка) este un sat în comuna Poroghi din raionul Iampol, regiunea Vinița, Ucraina.

## Demografie
Componența lingvistică a localității Dobreanca
     Ucraineană (97,62%)
     Rusă (1,94%)
     Alte limbi (0,44%)
Conform recensământului din 2001, majoritatea populației localității Dobreanca era vorbitoare de ucraineană (97,62%), existând în minoritate și vorbitori de rusă (1,94%).